# Alain David (athlétisme)
Pour les articles homonymes, voir Alain David et David.
Alain David (né le 26 janvier 1932 à Luxembourg et mort le 24 juillet 2022) est un athlète français, spécialiste des épreuves de sprint.

## Palmarès
- 30 sélections en équipe de France A
- Championnats de France Élite :
  - vainqueur du 100 m en 1953, 1955, 1956 et 1957.
- Il remporte la médaille d'argent du 100 m lors des Jeux méditerranéens de 1955, puis la médaille de bronze du 100 m et la médaille d'or du relais 4 × 100 mètres lors de l'édition suivante, en 1959.
- En 1956, il participe aux Jeux olympiques de Melbourne. Il est éliminé dès les séries du 100 m et atteint les demi-finales du 4 × 100 mètres.

## Records
- En août 1955, à Colombes, il égale le record de France du 100 mètres de 10 s 5 codétenus par René Valmy, Étienne Bally et René Bonino.
- Il améliore à quatre reprises le record de France du 4 × 100 mètres entre 1956 et 1959.

| Épreuve | Performance | Lieu | Date |
| ------- | ----------- | ---- | ---- |
| 100 m   | 10 s 5      |      | 1955 |
| 200 m   | 21 s 4      |      | 1957 |